# 本字
若某字通行的寫法，與本義的字形不同，則原本的字體稱為本字。在漢語方言中，本字探尋問題特別常見。

## 漢語方言本字
漢語方言多由口耳相傳，語文脫節甚久，使得近代書寫時常出現無本字可用的情況，即為方言本字問題。一般解決方式如下：
- 訓讀：以其他同義但不同音字代替
- 假借字：以近音字代替無字可寫的辭語。
- 新造字：新造漢字，多為形聲字。
- 漢羅混用：全文以漢字為主體，無字可寫的辭語利用羅馬字。
- 白話字：全以羅馬字書寫。

### 影響
部分語言學者常探尋方言本字，但其主張的用字由於缺乏約束力，反而造成各家混亂。另外，一些本字在電腦系統上不支援，亦使其運用受阻。
粵語比較少使用本字，因為缺少官方規範，民間習慣使用口字旁的白字。而閩南語（臺灣話）近來亦由中華民國教育部公告許多推薦用字，以使用本字為原則，本字無稽或過於冷僻時，則使用訓讀或漢字借音，逐漸普及中。

### 舉例

#### 臺語
臺語中「維基百科是網路上一本自由的百科全書」的各種寫法：
- 本字：維基百科是網路頂蜀本自由其百科全書
- 訓讀：維基百科是網路頂一本自由的百科全書
- 新造字：維基百科是網路頂一本自由百科全書
- 漢羅混用：維基百科是網路頂chi̍t本自由ê百科全書
- 白話字：Wikipedia sī bāng-lō· téng chi̍t-pún chū-iû ê Pek-kho-choân-su
- 臺羅：Wikipedia sī bāng-lōo tíng tsi̍t-pún tsū-iû ê Pik-kho-tsuân-su
- 臺灣台語推薦用字：維基百科是網路頂一本自由的百科全書[2]